# 周国泰
周国泰（1949年8月30日—），生于吉林省镇赉县，原籍山东文登。1968年10月参加中国人民解放军，1971年4月加入中国共产党。1976年毕业于中山大学化学系。个体防护专家，高级工程师，长期从事功能服装和个体防护研究。军队专业技术一级，少将军衔，1999年当选为中国工程院院士。
曾任中国人民解放军总后勤部军需装备研究所所长、总后勤部军需物资油料部副部长。07式军服总设计师。

## 生平
1993年被评为“全军学雷锋先进个人”，1995年获“国际科学和世界和平友好使者金奖”，1996年获全军“八五”科技攻关重大贡献奖，1998年被总后勤部评为“科技金星”，1999年被国家人事部评为“有突出贡献中青年专家”，2000年获首届“聂荣臻发明奖”，2002年获“何梁何利”科学技术奖。先后获得国家科技进步一等奖3项、二等奖2项，军队（或国家部级）科技进步一等奖6项，二等奖3项，荣立二等功2次，三等功2次。
2015年10月经中央军委纪委批准，总后勤部纪委对总后勤部军需物资油料部原副部长周国泰涉嫌严重违纪问题立案调查，日前已将其涉嫌犯罪问题及线索移送军事检察机关立案侦查，系中共十八大以来首位被调查的两院院士。

## 争议
2011年，周国泰高调宣布发明高能镍碳超级电容器，称之为电动车电源的一个新突破。该项发明具有较大争议，新语丝网站质疑其是周国泰圈钱的工具，和“汉芯”事件几乎如出一辙，但由于周国泰位高权重难以被调查。
2015年10月21日中国人民解放军总后勤部纪委对总后勤部军需物资油料部原副部长周国泰涉嫌严重违纪问题立案调查。